# Петруши (село, Амурская область)
В Амурской области в Шимановском районе также есть станция Петруши.
Петруши́ — село в Шимановском районе Амурской области, Россия.
Административный центр Петрушинского сельсовета.

## География
Село Петруши — спутник города Шимановск, расположено в 4 км севернее.
Село Петруши стоит на реке Белава (Белава, сливаясь с рекой Пёра, образуют Большую Пёру).
Восточнее села Петруши проходит Транссиб.
На север от окрестностей Петруши идёт автодорога к селу Базисное, где выезд на федеральную трассу Чита — Хабаровск.

## История
Село основано в 1913 г. возле ж.д.станции Петруши на Амурской железной дороге.

## Топонимика
До революции в начале XX-го века «петрушами» называли остряков, потешников, путников. Видимо, первыми поселенцами были люди такого склада характера.

## Население
| 2002 | 2010 | 2012 | 2013 | 2014 | 2015 | 2016 |
| ---- | ---- | ---- | ---- | ---- | ---- | ---- |
| 649  | ↘471 | ↘460 | ↗486 | ↗493 | ↘465 | ↘450 |
| 2017 | 2018 |      |      |      |      |      |
| ↘436 | ↘404 |      |      |      |      |      |